# ヴィルヘルム・モルグナー
ヴィルヘルム・モルグナー（Wilhelm Morgner,1891年1月27日 - 1917年8月16日）はドイツの画家である。北ドイツ、ブレーメン近くのヴォルプスヴェーデの芸術家村で活動した画家の一人であり、「表現主義」の画家であった。第一次世界大戦で戦死した。

## 略歴
ゾーストで生まれた。父親は軍楽隊の音楽家でソーストに移ってからは鉄道会社で働いた人物で、母親はゾーストの出身で芸術好きで、後に詩集を出版した。1892年に父親が亡くなり、母親に育てられた。母親は牧師になることを望んだが、絵に興味を持ち17歳で高校を中退した。同郷の画家、オットー・モーダーゾーンの助言に従って、1908年に多くの画家が集まっていたヴォルプスヴェーデの芸術家村に移り、ゲオルク・タッパートの個人美術学校で学んだ。
1909年にゾーストに戻り、スタジオを作り、初めてゾーストで展覧会を開いた。 1910年にベルリンに移ったタッパートの美術学校に学んだ。タッパートはマックス・ペヒシュタインとともに、「ベルリン分離派」から「新分離派(Neue Secession)」を結成して、議長を務めていて、モルグナーをベルリンの新しい美術の世界に導いた。1911年にはフランツ・マルクと知り合い、マルクはモルグナーの作品に注目し、作品をミュンヘンのワシリー・カンディンスキーに送り、カンディンスキーもモルグナーの作品に注目した。ベルリンに表現主義の拠点の画廊と出版社「シュトゥルム(Der Sturm)」を立ち上げたヘルヴァルト・ヴァルデンもモルグナーの作品に注目した。
1911年から1913年まで、ベルリンの「新分離派」の展覧会や 、ミュンヘンの「青騎士」の展覧会などに出展した。
1913年に軍に召集された。第一次世界大戦が始まると、西部戦線でのいくつかの戦いに参加した後、1914年に足の負傷によりベルリンの病院に入院した。回復後、1915年に東部戦線に転属し、軍曹に昇進し鉄十字章を受勲した。病気で入院した後、1917年に、ベルギーウェスト＝フランデレン州のLangemarkで戦死した。

## 作品

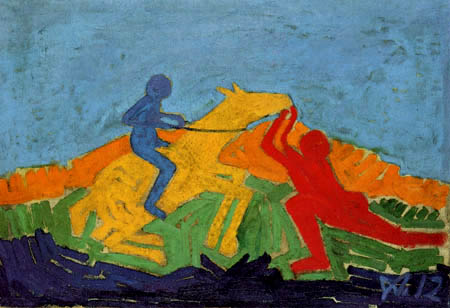
2人の騎手(c.1910)
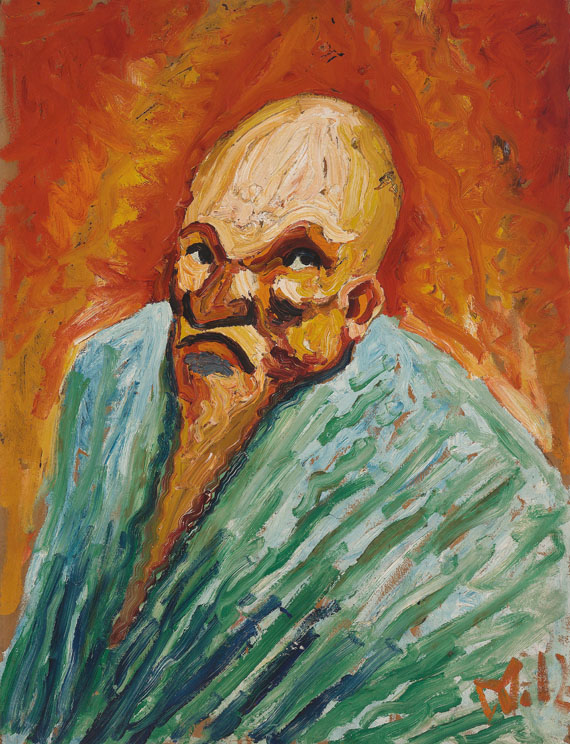
人物画 (1910)
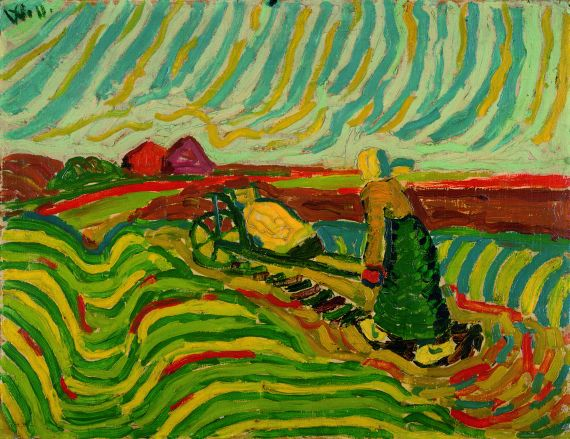
「荷車を押す女性」(1911)
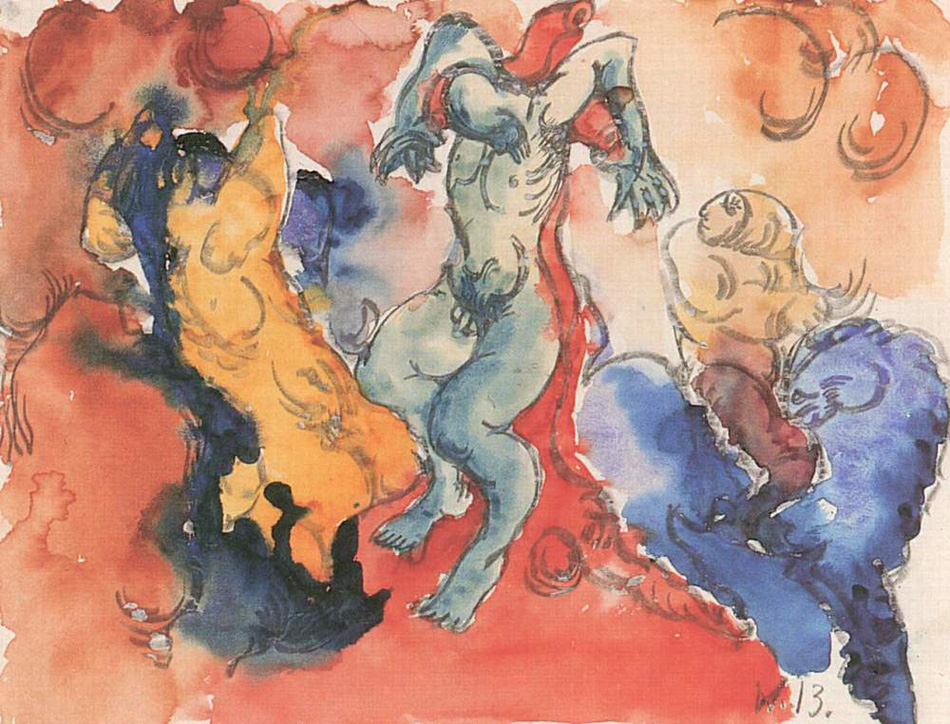
Zwei gekreuzigte und reiter (1911)
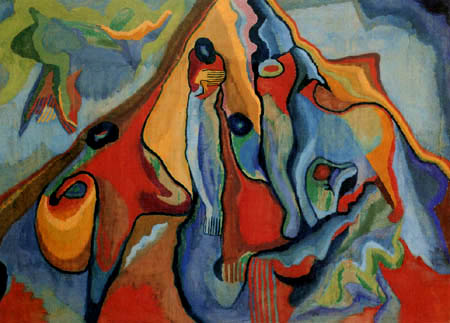
Composition Tempera X (1912)
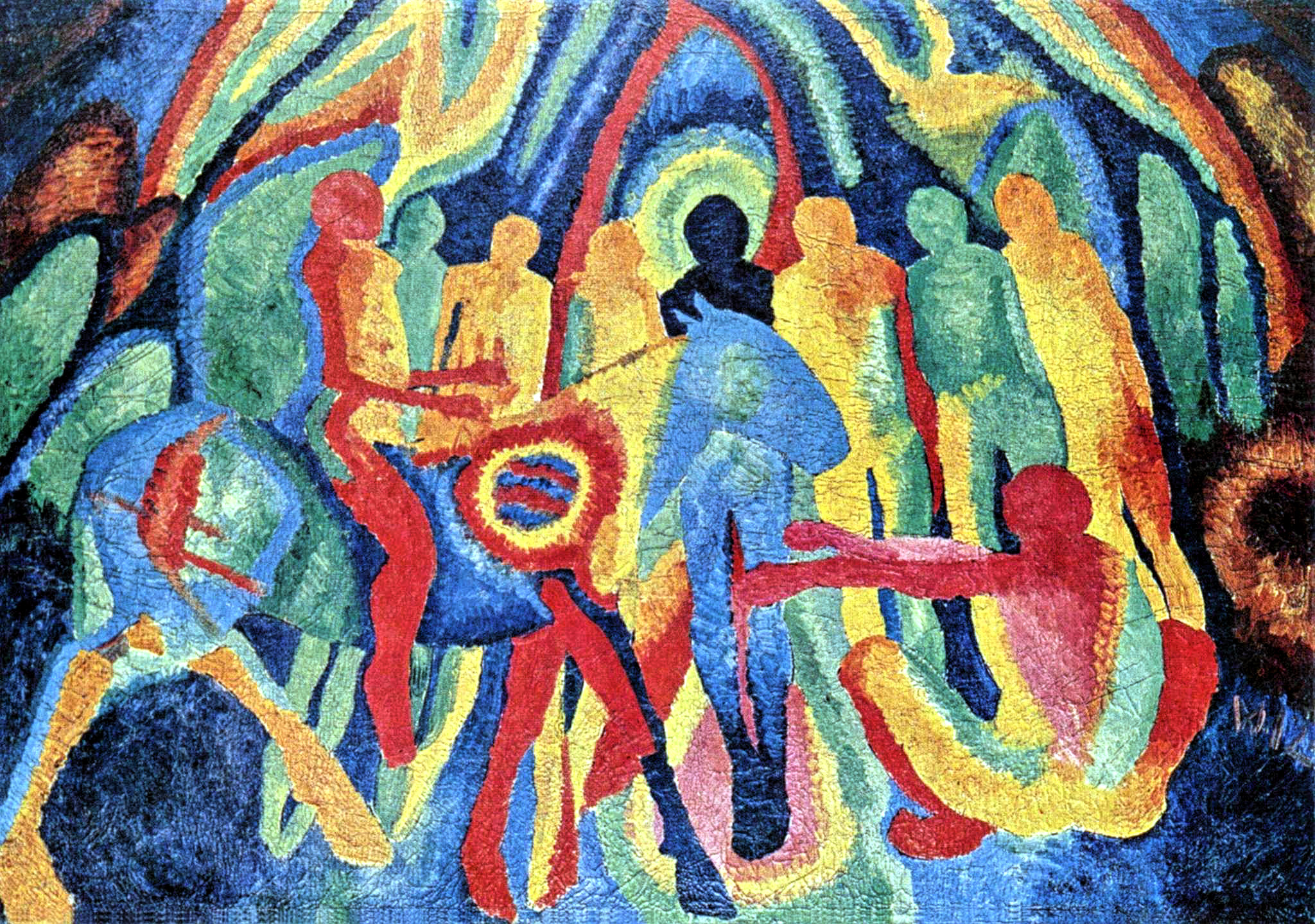
キリストのエルサレム入城(1912)
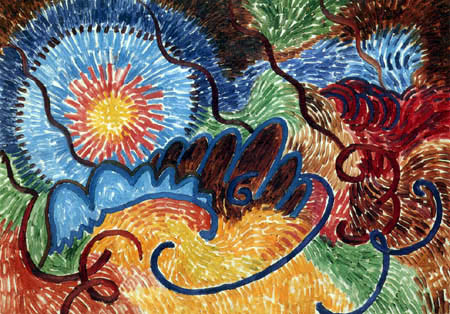
作品 (1913)